# Národní knihovna Estonska
Národní knihovna Estonska (estonsky Eesti Rahvusraamatukogu) se nachází na návrší Tõnismägi v hlavním městě Tallinnu. Je jednou z nejdůležitějších veřejnoprávních institucí pro uchování a zprostředkování estonské kultury.

## Historie
21. prosince 1918 vydala Provizorní vláda nově vzniklé samostatné Estonské republiky nařízení o založení Státní knihovny (Riigi Raamatukogu). Státní knihovna vznikla s přibližně 2000 knihami, původně sídlila v jednom z křídel tallinnského zámku a byla přístupná jen členům estonského parlamentu Riigikogu
Od roku 1919 měla knihovna právo povinného výtisku. Od roku 1935 byl zřízen archiv estonského tisku. Ve 30. letech 20. století měla knihovna kolem 50 000 položek a byla veřejně přístupná.
Po sovětském obsazení Estonska byla v roce 1940 instituce přejmenována na Státní knihovnu Estonské SSR (Eesti NSV Riiklik Raamatukogu). Sbírky byly rozšířeny o sovětské tiskoviny, především povinné výtisky celého SSSR. Části fondů, které obsahovaly podle komunistického režimu „nežádoucí“ díla, byly veřejnosti nepřístupné. Od roku 1953 nesla knihovna jméno estonského literáta a publicisty Friedricha Reinholda Kreutzwalda (1803–1882). Obsahovala více než jeden milion položek.
V roce 1988, v období glasnosti a perestrojky, získala knihovna současné jméno. Od této doby plní roli klasické národní knihovny. Od roku 1989 je současně parlamentní knihovnou a poskytuje podporu estonským poslancům jako informační centrum.
Koncem roku 2009 dosáhl fond knihovny více než 3,4 milionů položek.

## Budova
Budova estonské Národní knihovny, připomínající pevnost, byla postavena v letech 1985 až 1993 podle plánů estonského architekta Raine Karpa. Má osm pater, dvě podlaží jsou podzemní. Budova obsahuje konferenční centrum, divadelní sál a různé výstavní sály. K dispozici je návštěvníkům 600 míst v čítárnách.